# Serious (chanson)
Pour les articles homonymes, voir Serious.
Singles de Duran Duran
Violence of Summer
(1990) Ordinary World
(1992)
Serious est une chanson du groupe Duran Duran, sortie en single en 1990. C'est le deuxième et dernier extrait du 6e album studio du groupe, Liberty, également sorti en 1990.

## Historique
Ce single sort alors que l'album Liberty est un échec commercial. Le peu de promotion et de la décision de ne pas faire de tournée participeront au manque de succès de Serious. Avec une 48e place, c'est le pire classement de Duran Duran au UK Singles Chart, devant Careless Memories (1981) qui n'avait atteint que la 37e place.

## Clip
Le clip est réalisé par le duo britannique Big TV!, composé d'Andy Delaney et Monty Whitebloom, qui venait de réaliser celui du précédent single, Violence of Summer (Love's Taking Over). Le mannequin Tess Daly, déjà présente dans le précédent clip, apparait dans Serious.
Une version « multi-angles » est disponible sur le DVD Greatest.

## Liste des titres et différents formats
| 1. Serious (7" Edit) – 3:56 (version single) 2. Yo Bad Azizi – 3:03 1. Serious (version single) – 3:56 2. Yo Bad Azizi – 3:03 3. Water Babies – 5:35 1. Serious (version single) – 3:56 2. Yo Bad Azizi – 3:03 3. Water Babies – 5:35 - Certaines copies de ce CD single contiennent par erreur All Along the Water au lieu de Water Babies. | 1. Serious (Edit) – 3:56 (version single) 2. Serious (Album Version) - 4:19 1. Serious (version single) – 3:56 2. Yo Bad Azizi – 3:03 3. Liberty (Fade) (Album Edit) – 1:36 4. First Impression (Fade) (Album Edit) - 1:43 1. Serious (version single) – 3:56 2. Yo Bad Azizi – 3:03 3. Water Babies – 5:35 4. All Along the Water – 3:47 |

## Classements
| Pays et classement (1990)      | Meilleure position |
| ------------------------------ | ------------------ |
| Allemagne (Media Control AG)   | 69                 |
| Italie (FIMI)                  | 7                  |
| Japon (Hot 100)                | 6                  |
| Royaume-Uni (UK Singles Chart) | 48                 |

## Crédits
Duran Duran
- Simon Le Bon : chant principal[5]
- Nick Rhodes : claviers, synthétiseurs
- John Taylor : basse
- Warren Cuccurullo : guitares
- Sterling Campbell : batterie

Autres
- Chris Kimsey : producteur
- Hans Arnold : design et artwork
- Ellen von Unwerth : photographies

## Sample
Le DJ néerlandais Ferry Corsten a samplé la chanson pour son single Fire (2005), où il est crédité « Ferry Corsten featuring Simon Le Bon ».